# 沃斯克列先斯克
55°19′N 38°42′E / 55.317°N 38.700°E
沃斯克列先斯克（俄语：Воскресе́нск）是俄羅斯莫斯科州的一個城市，隶属于沃斯克列先斯克區。2010年人口为91464。

## 历史
沃斯克列先斯克建立于1862年，后于1938年设市。

## 地理
沃斯克列先斯克地处莫斯科東南約88公里處莫斯科河畔。在俄罗斯行政区划中，该市是沃斯克列先斯克區的行政中心。

### 气候
沃斯克列先斯克属于温带内陆气候。冬季较冷，1月的平均气温为-9°C至-10°C，夏季温度适中，平均气温为18°C至19°C。四季分明，其中冬季约为150天，夏季约为90天，春秋两季各持续约2个月。

## 经济
经济有轻工业、化工、建筑材料和农业。